# 1943 dans les chemins de fer
Chronologie des chemins de fer
1942 dans les chemins de fer - 1943 - 1944 dans les chemins de fer

## Événements
- Électrification de la section Brive-Montauban, en 1500 volts continu.
- Mise en service des 2D2 de type "Waterman" (l'une d'elles sera détruite quelques mois plus tard, par un bombardement)
- Mise en service par les japonais de la ligne Siam-Birmanie, aussi connue comme la voie ferrée de la mort.

### Octobre
- 4 octobre.  France :   déclassement de la ligne de Lunéville à Blâmont et à Badonviller.